# 繆家慶
繆家慶（Joey Miu，1990年11月24日—）曾為香港無綫電視經理人合約藝員，香港出生，2015年加入無綫電視入讀藝員訓練班，之後主要拍電視劇。2017年處境劇《愛·回家之開心速遞》飾演「歸蜀明」一角而被觀眾留意。他於中華基督教會燕京書院中學畢業。

## 演出

### 電視劇（無綫電視）
- 巨輪II
- 純熟意外
- 味想天開
- 城寨英雄
- 超能老豆
- 財神駕到
- 律政強人
- 幕後玩家
- 與諜同謀
- 愛·回家之八時入席
- 完美叛侶
- 賭城群英會
- 全職沒女
- 三個女人一個「因」
- 心理追兇 Mind Hunter
- 翻生武林
- 不懂撒嬌的女人
- 我瞞結婚了
- 同盟
- 降魔的
- 老表，畢業喇！
- 使徒行者2
- 雜警奇兵
- 踩過界
- 愛·回家之開心速遞
- 棟仁的時光
- 逆緣
- 特技人
- 跳躍生命線
- 是咁的，法官閣下
- 堅離地愛堅離地
- 兄弟
- 白色強人
- 福爾摩師奶
- 婚姻合伙人
- 過街英雄
- 法證先鋒IV
- 她她她的少女時代
- 十八年後的終極告白
- 伙記辦大事
- 逆天奇案
- 刑偵日記
- 我家無難事
- 星空下的仁醫
- 拳王
- 十月初五的月光
- 鐵拳英雄
- 食腦喪Ｂ
- 童時愛上你
- 白色強人II
- 黯夜守護者
- 輕·功
- 隱形戰隊
- 法言人
- 隱門
- 旁觀者
- 虛擬情人
- 新聞女王

### 電視節目（無綫電視）
- 深夜美食團
- 電競王
- PARK YOHO週末速遞

## 外部連結
- 繆家慶在tvb.com的資料
- 繆家慶的Instagram帳戶